# Electropsilotes rara
Electropsilotes rara is een fossiele soort schietmot uit de familie Odontoceridae.